# Pimenta
Pimenta is een gemeente in de Braziliaanse deelstaat Minas Gerais. De gemeente telt 8.525 inwoners (schatting 2009).

## Aangrenzende gemeenten
De gemeente grenst aan Formiga, Guapé, Pains en Piumhi.